# Nieste
Nieste is een klein dorp in het noorden van de Duitse deelstaat Hessen, 15 km van Kassel, op de grens met Nedersaksen. Het is de kleinste zelfstandige gemeente van de deelstaat Hessen met een bloeiend en groeiend verenigingsleven. Het dorp ligt op een gemiddelde hoogte van 450 m en telt 2.041 inwoners. Zelf noemen zij zich gekscherend wel het Gallische Dorf (naar de verhalen van Asterix en Obelix).
Midden in het Kaufunger Wald gelegen is het een mooi gebied om te wandelen en te fietsen. Er zijn wandelroutes uitgezet van 1,5 tot 20 km; in totaal meer dan 100 km. Bovendien ligt Nieste aan de "Märchenroute" een sprookjesroute van noord naar zuid.
De gemeente probeert in samenwerking met buurgemeenten het toerisme in de streek op te peppen. Er is een Wandelschool (voor zover bekend de enige in Duitsland tot nu toe) en er is een Almhütte gebouwd (Königsalm). Ook bestaat de mogelijkheid om een tour in een huifkar te maken.
In 2004 werd het 1e Internationale Nieste Treffen georganiseerd voor mensen met de achternaam Nieste. 
Ahnatal · Bad Emstal · Bad Karlshafen · Baunatal · Breuna · Calden · Espenau · Fuldabrück · Fuldatal · Grebenstein · Habichtswald · Helsa · Hofgeismar · Immenhausen · Kaufungen · Liebenau · Lohfelden · Naumburg · Nieste ·  Niestetal ·  Reinhardshagen · Schauenburg · Söhrewald · Trendelburg · Vellmar · Wesertal · Wolfhagen · Zierenberg